# Pedro Munitis
Pedro Munitis Alvarez (ur. 19 czerwca 1975 roku w Santanderze) – hiszpański piłkarz występujący na pozycji lewego lewoskrzydłowego lub napastnika.

## Kariera klubowa
Pedro Munitis zawodową karierę rozpoczynał w 1992 roku w drużynie Santoña CF. Rok później trafił do Racingu Santander, w którym zadebiutował 22 stycznia 1995 roku podczas zremisowanego 0:0 spotkania z Realem Sociedad. Sezon 1997/1998 Munitis spędził na wypożyczeniu w CD Badajoz, gdzie w 28 spotkaniach zdobył 10 bramek. Następnie powrócił do Racingu i stał się podstawowym zawodnikiem swojej drużyny. W Santander Munitis grał do 2000 roku i łącznie w 83 ligowych meczach strzelił dla hiszpańskiego klubu 14 goli.
W 2000 roku Munitis podpisał kontrakt z Realem Madryt. Ligowy debiut w jego barwach zanotował 9 września podczas zwycięskiego 2:1 meczu z Valencią. W sezonie 2000/2001 Munitis zdobył z Realem tytuł mistrza Hiszpanii, a w sezonie 2001/2002 zwyciężył w rozgrywkach Ligi Mistrzów oraz Superpucharu Europy. Ostatni rok kontraktu z Realem hiszpański piłkarz spędził na wypożyczeniu w Racingu Santander, dla którego zdobył 8 bramek w 30 ligowych występach. Strzelił między innymi gola w wygranym 2:0 pojedynku przeciwko Realowi rozegranym 19 października 2002 roku.
W 2003 roku Hiszpan na zasadzie wolnego transferu trafił do Deportivo La Coruña. W nowym zespole był wystawiany na pozycji lewoskrzydłowego. W sezonie 2003/2004 rozegrał 21 spotkań w Primera División, jednak tylko 6 w podstawowym składzie. Do pierwszej jedenastki przebił się w kolejnych rozgrywkach, kiedy to zastąpił w wyjściowym składzie wieloletniego zawodnika oraz kapitana Deportivo – Frana Gonzáleza, który zakończył piłkarską karierę.
W lipcu 2006 roku Munitis po raz trzeci w karierze trafił do Racingu Santander. Stał się podstawowym graczem tej drużyny, jednak nie odnosił z nią żadnych sukcesów. W sezonie 2007/2008 Santander zajęło w tabeli Primera División 6. miejsce i wywalczyło awans do Pucharu UEFA. Racing najpierw wyeliminował fiński klub FC Honka, a następnie odpadł z rozgrywek w rundzie grupowej.

## Kariera reprezentacyjna
W reprezentacji Hiszpanii Munitis zadebiutował 27 marca 1999 roku w wygranym 9:0 pojedynku przeciwko Austrii. Rok później José Antonio Camacho powołał go do 22–osobowej kadry na Mistrzostwach Europy 2000. Na turnieju tym Hiszpanie dotarli do ćwierćfinału, a na imprezie Munitis zdobył bramkę w zwycięskim 4:3 meczu z Jugosławią. Łącznie dla drużyny narodowej rozegrał 21 spotkań i strzelił 2 gole.

## Sukcesy
Real Madryt
Mistrzostwo Hiszpanii: 2000/2001
Liga Mistrzów: 2001/2002
Superpuchar Europy: 2002